# Canavalia plagiosperma
Canavalia plagiosperma är en ärtväxtart som beskrevs av Charles Vancouver Piper. Canavalia plagiosperma ingår i släktet Canavalia och familjen ärtväxter. Inga underarter finns listade i Catalogue of Life.